# یخچال طبیعی راین
یخچال طبیعی راین (به لاتین: Rhine Glacier) یک یخچال طبیعی در سوئیس است که در Bavaria top واقع شده‌است.